# Ulmarra
Ulmarra – miasto w Australii, w stanie Nowa Południowa Walia.